# Josip Skoblar
Josip Skoblar (Privlaka, cerca a Zadar, 1941) es un exfutbolista croata que jugaba como delantero. Asimismo ha ejercido el cargo de entrenador.
Skoblar jugó en la First League de Yugoslavia para el NK Zadar (1957–58) y el OFK Beograd (1959–67). Jugando para el OFK Beograd ganó la Copa de Liga de Yugoslavia en los años 1962 y 1966. En Alemania jugó para el Hannover 96 (1967–70). En 57 partidos de la Bundesliga marcó 30 goles. En Francia jugó para el Olympique de Marsella, siendo goleador de la Ligue 1 en 3 oportunidades (1971–73). Asimismo ganó el Bota de Oro Europeo en 1971 por haber marcado 44 goles en la Ligue 1. Con el Olympique, ganando el título de la liga francesa en 1971, y la Liga y Copa en 1972.
Para Yugoslavia Skoblar jugó entre 1961 y 1967, sumando un total de 32 partidos, anotando 11 goles. Además participó en la Copa Mundial de Fútbol de 1962, marcando un gol.

## Carrera como entrenador
Cuando acabó su carrera como entrenador, Skoblar regresó al Marsella, convirtiéndose en entrenador del equipo en 1977. Luego de ello fue entrenador del Hajduk Split, donde ganó 2 Copas de Yugoslavia. Fue también entrenador del Hamburger SV y del NK Rijeka. Esta empleando actualmente en el Olympique de Marsella desde el 2001 como cazatalentos, estando próximo al retiro. Durante el verano de 2001, conjuntamente con Marc Levy fue el co-entrenador del equipo por 3 días, pocos días antes de la nominación de Tomislav Ivic en el cargo.

## Clubes
| Club                  | País     | Año       |
| --------------------- | -------- | --------- |
| Zadar                 | Croacia  | 1958-1959 |
| OFK Belgrado          | Serbia   | 1959-1966 |
| Olympique de Marsella | Francia  | 1966-1967 |
| Hannover              | Alemania | 1967-1969 |
| Olympique de Marsella | Francia  | 1969-1975 |
| Rijeka                | Croacia  | 1975-1977 |

## Honores

### Jugador
- Ligue 1 ganador 1971, 1972.
- Copa Francesa, ganador 1972.
- Copa de Liga de Yugoslavia, ganador 1962, 1966.
- 32 partidos y 11 goles para la Selección de Yugoslavia entre 1961 y 1967.
- Bota de Oro 1970–71 con 44 goles.
- Tres veces máximo anotador de la Ligue 1 (1971–73).

### Entrenador
- 2 Copa de Liga de Yugoslavia con el Hajduk Split en 1987 y 1991.

## Ficha Técnica
Cada vez que se paraba frente a la portería era capaz de perforarla con ambos perfiles; también remataba bien con la cabeza. Poseía técnica depurada para controlar la pelota y una gran viveza para sorprender a sus adversarios.
- Datos: Q315114
- Multimedia: Josip Skoblar / Q315114